# Frýdlantská rozhledna
Frýdlantská rozhledna je zděná vyhlídková věž vybudovaná na Frýdlantské výšině (399 m n. m.), severně od Frýdlantu, města ve Frýdlantském výběžku Libereckého kraje na severu České republiky. Na tomto místě byla na konci 19. století vybudována dřevěná vyhlídková věž, která ovšem neodolala zdejším klimatickým podmínkám a na počátku 20. století muselo dojít k jejímu stržení. Roku 1907 ji nahradila věž zděná o výšce 20,8 metru s vyhlídkovým ochozem ve výšce 18,6 metru. Ta návštěvníkům sloužila až do závěru šedesátých let 20. století, kdy došlo k jejímu uzavření pro turisty a do roku 1979 sloužila k přenosu televizního signálu a k navádění dopravních letadel. Následně proběhla rekonstrukce rozhledny a od roku 1982 opět slouží turistům.
Okolo vyhlídkové věže se nachází sportovní areál „U rozhledny“ využívaný k pořádání turistických či sportovních aktivit. Je tudy vedena turistická trasa, značená cyklotrasa i místní naučná stezka Putování za vodou. Pro zájemce je k dispozici též dřevěná turistická známka.

## Lokalita
Rozhledna stojí na Frýdlantské výšině vypínající se do výše 399 m n. m., která leží v severních částech města Frýdlantu. Vrchol je součástí Frýdlantské pahorkatiny. Krajina se západním, severním a východním směrem rozprostírá do rovinného Frýdlantska pokračující pak dále do Polska či Německa, zatímco jižním směrem od rozhledny leží v údolí řeky Smědé město Frýdlant a za ním se zvedá masiv severních výběžků Jizerských hor, za nimiž se rozkládá město Liberec. Samotný vrchol je tvořen třetihorními foidity, které obepíná pásmo kvartérních nezpevněných sedimentů, především hlín a kamení.
Z klimatického hlediska (podle Quittovy klasifikace) spadá zdejší území do mírně teplé oblasti MT9, ve které během roku po dobu 140 až 160 dní vystupují teploty nad 10 °C, přičemž v lednu se průměrná teplota pohybuje mezi −3 až −4 °C, během dubna vystupuje na 6 až 7 °C, v červenci se nejčastěji pohybuje mezi 17 a 18 °C a říjnové teploty jsou obvykle okolo 7 až 8 °C. V průběhu roku zde během sta až sto dvaceti dní překročí denní úhrn srážek hodnotu jednoho milimetru na metr čtvereční. Navíc se zde během roku po dobu 60 až 80 dní vyskytuje sněhová pokrývka. Rychlost větru ve stech metrech nad zemí zde dosahuje 6,2 metrů za sekundu. Zdejší přirozenou vegetací je biková a jedlová doubrava. Vrchol kopce je pokryt listnatým lesem, který lemují louky a pastviny.

## Historie
Dne 25. října 1889 vznikl německý „Okrašlovací a zvelebovací spolek pro město Frýdlant“ (v německém originále Anpflanzungs und Verschönerungs Vereine). Ten si dal za jeden ze svých úkolů zbudovat rozhlednu. K její stavbě vybrali členové spolku čedičový vrchol Frýdlantské výšiny (dříve Resselberg, 399 m n. m.), nacházející se severně od města. Na něm vybudovali a 6. července 1890 zpřístupnili dřevěnou trámovou opláštěnou rozhlednu o výšce 14 metrů. Říkalo se jí „Dresslerova výšina“, a to podle Antona Dresslera, člena Spolku, jenž se jak osobně, tak finančně o vystavění rozhledny zasloužil. Tvůrcem vyhlídkové věže byl místní truhlář Josef Haupt, který se stal později předsedou Spolku. U paty rozhledny fungovalo přes léto jednoduché pohostinství.
Na jaře roku 1905 ovšem musela být rozhledna pro svou zchátralost stržena, neboť nevydržela odolávat zdejším klimatickým podmínkám. Hned příští rok se ale započalo se stavbou nové. Dne 17. května 1906 došlo k položení základního kamene pro rozhlednu stavěnou na žulových základech a budovanou z červených, dvakrát pálených cihel dle projektu frýdlantského stavitele Rudolfa Hampla. Její výstavbu prováděla společnost Appel & Hampel. Náklady na vybudování věže se vyšplhaly na 9000 korun, přičemž téměř čtvrtinu z této částky složil Anton Dressler. Některé zdroje však uvádějí Dresslerův příspěvek nižší, a to ve výši 1000 korun. Poslední dubnový den následujícího roku (1907) proběhlo za velkého zájmu veřejnosti zpřístupnění rozhledny, během kterého se otevřela i blízká restaurace s dřevěnou verandou. Tento přízemní objekt byl zbudován ze žlutých cihel dovezených sem z kunratické cihelny. Místu se pak na počest donátora rozhledny až do druhé světové války říkalo Dresslerova výšina. Postupně se ovšem frýdlantský okrašlovací spolek dostával do hospodářských těžkostí, které vyvrcholily 2. května 1940 dražbou, během níž rozhlednu získal Německý horský spolek pro Ještědské a Jizerské hory (DGV).
Turisté na rozhlednu chodili až do roku 1945. Po druhé světové válce věž chátrala, ale stále zůstávala v provozu, byť si zájemci o vyhlídku nejprve museli půjčit klíče od vstupních dveří rozhledny v blízkém obytném domě. Pohostinství u věže ovšem zůstalo od války uzavřené. Během padesátých let 20. století okolí rozhledny ožívalo při květnových slavnostech, kdy zde na svažité louce vyrostlo divadlo v přírodě, betonový taneční parket (tančilo se na něm i za lampiónového osvětlení), dále stánky a houpačky pro děti. Posléze tady přechodně vznikl také pionýrský tábor a správa rozhledny připadla Městskému domu pionýrů a mládeže. Tou dobou se vrch, na kterém vyhlídková věž stojí, začal zalesňovat. Od roku 1958 se ale rozhledna opět uzavřela, neboť začala sloužit jako převaděč televizního vysílání a ve zděné části rozhledny fungovalo zařízení pro navigaci dopravních letadel letících směrem na Varšavu, Stockholm nebo Moskvu. Nacházel se zde všesměrový radiomaják D-VOR s identifikačním znakem „OKX“. Tak tomu bylo až do podzimu roku 1979, během něhož se telekomunikační systémy přestěhovaly na novou kovovou věž zbudovanou téhož roku poblíž rozhledny. Přemístilo se i letecké navigační zařízení, a to na maják vystavěný na loukách u Dětřichova.
Během roku 1980 předalo město rozhlednu i s blízkým okolím tělovýchovné jednotě (TJ) Slovan Frýdlant a jejímu turistickému odboru. Ten sice původně s ohledem na technický stav věže uvažoval o jejím odstřelu, nakonec ale zvolil zachování vyhlídkové věže a provedl generální rekonstrukci stavby, na níž se podíleli členové odboru turistiky, kteří odpracovali 2500 brigádnických hodin, spolu s pracovníky Stavokombinátu. Otevření rozhledny a přilehlého areálu po provedené obnově se uskutečnilo 6. listopadu 1982.
V roce 1992 se frýdlantský odbor Klubu českých turistů (KČT) zaregistroval jako samostatný Klub turistů Frýdlant (KTF) a s tělovýchovnou jednotou Slovan Frýdlant uzavřel smlouvu o dlouhodobém pronájmu areálu U rozhledny. Provoz rozhledny tak od té doby zajišťuje frýdlantský Klub turistů. Během léta roku 2000 proběhla rekonstrukce objektu, a v průběhu roku 2014 se objevily plány na její zvýšení, aby umožňovala rozhled přes současnou vzrostlou vegetaci. Tyto plány ovšem zamítli památkáři a věž se tak zvyšovat nebude.
Postupem času se zhoršoval technický stav věže, když z jejích horních pater začaly odpadávat kusy cihel. V roce 2020 zvažovalo město Frýdlant rekonstrukci objektu, avšak pro finanční náročnost především za pronájem lešení od záměru ustoupilo a snažilo se najít jiný způsob oprav. Nakonec se povedlo najít řemeslníky, jež realizují potřebné práce pomocí komínářské metody a komínářského lešení. Opravy  probíhají od června do listopadu roku 2023 a po celou dobu je návštěvníkům umožněna návštěva rozhledny.

## Popis stavby
Na žulovém základu je z červených cihel zbudována věž o výšce 20,8 metru. Ve výšce 18,6 metru se nachází vyhlídkový ochoz. Ke vchodu do rozhledny vede pět schodů. Uvnitř věže je vybudováno točité schodiště o 52 stupních vinoucí se vzhůru ve směru chodu hodinových ručiček. Na jeho konci je na kamenném krakorci osazen balkón vystupující na jižní straně rozhledny. Ten ovšem není přístupný. Následně pokračuje schodiště dalšími 48 stupni až k vyhlídkovému ochozu. Odtud vede ještě dalších deset železných schodů na úplný vrchol věže, který ale není pro turisty přístupný.
Ve spodní – cihlové – části věže je ze západní strany z vnějšku osazena kamenná deska připomínající osobnost Antona Dresslera. Z vnitřní strany je na východní stěně rozhledny umístěna deska upomínající na tesaře Josefa Haupta, který zhotovil původní dřevěnou stavbu. Tato tabule je ovšem viditelná pouze z klubovny, nacházející se v interiéru vyhlídkové věže.

## Okolí
V okolí věže se rozkládá turistický areál zvaný „U rozhledny“, v němž se pořádají turistické a sportovní akce. K dispozici je též stánek s občerstvením a posezení u táborového ohně.
Kolem rozhledny je vedena žlutě značená turistická trasa a přímo u rozhledny je rozcestník pojmenovaný „Frýdlantská výšina“. Prochází tudy též naučná stezka Putování za vodou informující o zásobování vodou. Vede sem také odbočka z cyklistické trasy číslo 3016. Automobilem je rozhledna z centra Frýdlantu dostupná po místních ulicích Kodešově, Hřbitovní a Údolí, až ke křižovatce této ulice se zpevněnou cestou dlouhou 150 metrů vedoucí k vyhlídkové věži ze západní strany. Na této komunikaci je již ovšem automobilový provoz vyloučen. Zájemci si mohou pořídit turistickou známku s číslem 464 věnovanou této stavbě.

## Výhled
Z rozhledny je možné zahlédnout jak české Jizerské či Lužické hory, tak také do Německa a Polska.
| Růžice kompasu | německé vrcholy polské hnědouhelné doly | Pertoltice Zawidów     | Bulovka Dolní Oldřiš               | Růžice kompasu |
| Růžice kompasu | německé vrcholy polské hnědouhelné doly | Sever                  | Smrk                               | Růžice kompasu |
| Růžice kompasu | německé vrcholy polské hnědouhelné doly | Frýdlantská rozhledna  | Smrk                               | Růžice kompasu |
| Růžice kompasu | německé vrcholy polské hnědouhelné doly | Jih                    | Smrk                               | Růžice kompasu |
| Růžice kompasu | Hvozd s rozhlednou Klíč Luž             | Frýdlant Špičák Ještěd | Smědavská hora Holubník Ptačí kupy | Růžice kompasu |